# Señorío de la Albaida
El Señorío de la Albaida, nace por la donación del rey Fernando III, de este castillo, una pequeña fortificación árabe del siglo VIII, que es cabecera de la Dehesa de la Albaida, a don Juan de Funes, otorgado en Badajoz, el 7 de noviembre de 1238. En 1454, Pedro González de Hoces crea el Mayorazgo de la Albaida.
El Señorío de la Albaida está en las faldas de Sierra Morena, domina las llanuras que se extienden hacia Córdoba, entre el Monasterio de San Jerónimo de Valparaíso al oeste, el lugar de Santa María de Trassierra hacia el norte, el camino de Córdoba la Vieja, cercano a Medina Azahara al sur, y la zona de Arruzafa al este.
En el año 1365 tras el casamiento de don Pedro González de Hoces y doña Leonor Sánchez de Funes se vincula el conocido como Señorío de La Albaida con la familia de Hoces. El hijo de este matrimonio, Pedro González de Hoces, crea en 1454 el Mayorazgo de la Albaida.
En el siglo XVII, con el matrimonio del octavo señor de La Albaida con María Magdalena de Hoces, segunda Condesa de Hornachuelos, tiene lugar la unión del título de la Albaida con el Condado de Hornachuelos. Debido a la Constitución del año 1837, el Estado se hace cargo de la jurisdicción del Señorío de la Albaida.
A finales del siglo XIX, la propiedad sigue siendo de la misma familia, pero se divide en tres partes. En el año 1919, María de la Paz Olalla y Casasola, Condesa Viuda de Hornachuelos realizó una restauración del Castillo de La Albaida, dándole el aspecto de Quinta señorial de recreo que hasta hoy posee.

## Señores de la Albaida
- Juan (Díaz) de Funes, conquistador de Córdoba, muy probablemente hijo de Diego Sánchez de Fines, que participó en la conquista de Sevilla, I Señor de la Albaida;[5]

- Diego Sánchez de Funes, II Señor de la Albaida;

- Juan Sánchez de Funes, Jurado de Córdoba, trece de Córdoba, III Señor de la Albaida; Casado con Leonor González.[6] Le sucede su hija:

- Leonor Sánchez de Funes, hija de Juan Sánchez de Funes y Leonor González, IV Señora de la Albaida; Casada en 1365, con Pedro González de Hoces, hijo de Diego López de Hoces y doña Mayor González.[7]

- Pedro González de Hoces y Funes; Guarda del Cuerpo del Rey, veinticuatro de Córdoba, V Señor de la Albaida; Casado con doña María García Carrillo y Córdoba. Falleció en 1456, heredó su hijo:

- Diego de Hoces o Diego López de Hoces, VI Señor de la Albaida; Casado con doña María Méndez de Sotomayor, hija de Diego Méndez de Sotomayor e Isabel Mejía.[8] Falleció en 1464, heredó su hijo:

- Pedro González de Hoces; VII Señor de la Albaida. Casado con doña Teresa Aguayo.[9] Falleció en 1523, hereda su hija:

- Ana de Hoces y Aguayo, VIII Señora de la Albaida; Casada con Martín de Córdoba. Falleció en 1564, Les sucede su única hija:

- Teresa de Hoces y Córdoba, IX Señora de la Albaida; Casada con Alonso Fernández de Córdoba, Señor de la Armuña.[10] Falleció en 1572, sin descendencia.

- Alonso González de Hoces, veinticuatro y primer caballerizo de la Reina, X Señor de la Albaida; Casado con doña María Ximénez de Góngora, hija de Alonso Ximénez de Góngora, señor de las Torres de Alborroz y Catalina Cañete y Arriaza. Les sucede su hijo:

- Pedro de Hoces y Góngora, hijo de Alonso González de Hoces y Córdoba y de doña María Ximénez de Góngora, veinticuatro y caballero de la Orden de Calatrava, XI señor de la Albaida; Casado con  doña Aldonza de Cárcamo y Haro, hija de Fernando de Cárcamo y Figueroa, XI señor de Aguilarejo, y de Aldonza López de Haro y Guzmán. Les sucede su hijo:

- Alonso de Hoces y Cárcamo y Haro, veinticuatro de Córdoba y primer caballerizo de la Reina, XII señor de la Albaida; Casado con doña Teresa de Aguayo y Henestrosa, hija de Jerónimo de Aguayo y Manrique, X Señor de Villaverde y XII de los Galapagares y de doña Catalina de Henestrosa y Argote.

- Pedro de Hoces y Aguayo, veinticuatro de Córdoba, Comendador de Villafranca en la Orden de Santiago y del Consejo de Guerra e Indias, XIII señor de la Albaida; casado con María Magdalena de Hoces y Hoces, II condesa de Hornachuelos en Córdoba. Les sucede su hijo:

- Lope de Hoces y Hoces, III Conde de Hornachuelos, XIV señor de la Albaida; Casado con doña Ana Manuel de Landó. Les sucede su hijo:

- Pedro de Hoces y Manuel de Landó, IV Conde de Hornachuelos, XV Señor de la Albaida; Casado con doña Teresa Rosa de Paniagua y Escobar, que lleva el Marquesado de Santa Cruz de Paniagua. Les sucede su hijo:

- Lope de Hoces y Paniagua, V conde de Hornachuelos, XVI Señor de la Albaida, Capitán del Regimiento de Caballería de Calatrava. Marqués de Santaella y V Marqués de Santa Cruz de Paniagua; Casado con doña María del Rosario de Hoces y Venegas de la Cueva, señora de Cabezas de la Harina, Villaximena, Las Grañeras y Tercias de Autilla. Les sucede su hijo:

- José de Hoces y Hoces, XVII Señor de la Albaida, de las Grañeras y de Villajimena, VI Conde de Hornachuelos; Casado con doña María Antonia Gutiérrez Ravé. Les sucede su hijo:

- Ramón de Hoces y Gutiérrez-Ravé, VII Conde de Hornachuelos, XVIII Señor de la Albaida; Sin sucesión. Hereda su hermano:

- Antonio de Hoces y Gutiérrez-Ravé (1784-1846), VIII Conde de Hornachuelos, XIX Señor de la Albaida; Casado con doña Ana González de Canales. Les sucede su hijo:

- José Ramón de Hoces y González de Canales(1825-1895), IX conde de Hornachuelos, IX marqués de Santa Cruz de Paniagua, Senador del Reino, I Duque de Hornachuelos (concedido el 18 de noviembre de 1868), XX Señor de la Albaida;